# Європейський конкурс з футболу серед жінок 1989
Європейський конкурс з футболу серед жінок 1989 — третій чемпіонат Європи з футболу серед жінок, що проходив з 1987 по 1989 роки (з кваліфікаційним раундом). Фінальна частина проходила у ФРН. У кваліфікаційному раунду брало кількість 17 команд (менше половини членів УЄФА на той час), тому змагання не називалось чемпіонатом.

## Формат
У відбірковому раунді 17 команд були розділені на 4 групи (три з 4-х, одна з 5-и команд), і 1-2 місце кваліфікувалися до чвертьфіналу змагань, де команди (4 пари) грали на виліт (плей-оф) по 2 гри (на полях обох збірних, тобто кожна з команд грала на своєму (у своїй країні) та чужому (у країні суперника) полі). У півфіналах і фіналі була тільки одна гра, її переможець був оголошений чемпіоном. Ті, хто програв у півфіналі грали матч за третє місце.

## Півфінали
| 28 червня 1989 |

| ФРН | 1 – 1 (дч) (4–3 пен. ) | Італія |
| --- | ---------------------- | ------ |
|     |                        |        |

| «Лаймбахштадіон», Зіген Глядачів: 8,000 |

| 28 червня 1989 |

| Норвегія | 2 – 1      | Швеція |
| -------- | ---------- | ------ |
|          | (Протокол) |        |

| «Наттенберг-Штадіон», Люденшайд Глядачів: 2,500 |

## Матч за третє місце
| 30 червня 1989 |

| Швеція | 2 – 1 (дч) | Італія |
| ------ | ---------- | ------ |
|        | (Протокол) |        |

| «Штадіон ан дер Беремер Брюке», Оснабрюк Глядачів: 2,500 |

## Фінал
| 2 липня 1989 |

| ФРН | 4 – 1 | Норвегія |
| --- | ----- | -------- |
|     |       |          |

| «Штадіон ан дер Беремер Брюке», Оснабрюк Глядачів: 22,000 |